# Clemens Fahle
Clemens Fahle (* 5. September 1856 in Attendorn; † 1933) war Jurist und Mitglied des Deutschen Reichstags.

## Leben
Fahle besuchte bis 1876 die Königlichen Gymnasien zu Neustadt und Posen und studierte bis 1877 an der Universität Greifswald, bis 1879 an der Universität Berlin und dann wieder bis Michaeli 1879 an der Universität Greifswald Rechtswissenschaften. Seine Referendariats-Prüfung legte er am 3. Dezember 1879 und das  Assessor-Examen am 20. Oktober 1884 ab. Zum Rechtsanwalt wurde er am 15. Dezember 1884 und zum Notar am 4. August 1885 ernannt. Er war langjähriger Stadtverordneter in Schwiebus und Mitglied der Schuldeputation, weiter war er Mitglied des Kreistages und Stadtverordneten-Vorsteher.
Von 1898 bis 1903 war er Mitglied des Deutschen Reichstags für den Wahlkreis Regierungsbezirk Frankfurt 6 Züllichau-Schwiebus, Crossen und für die Freisinnige Vereinigung.